# Cristo benedicente (Raffaello)
Il Cristo benedicente è un dipinto a olio su tavola (31,7x25,3 cm) di Raffaello Sanzio, databile tra il 1502 e il 1504 circa e conservato nella Pinacoteca Tosio Martinengo di Brescia.

## Storia
Il conte Paolo Tosio di Brescia mostrò un evidente interesse per l'opera sin dal 1819, tanto che fu coinvolto per una mediazione, tra i proprietari e l'acquirente, il collezionista Teodoro Lechi. Nel 1821 il Cristo fu dunque acquistato a Milano dalla famiglia Mosca di Pesaro, da poco trasferitasi nel capoluogo lombardo; il dipinto era stato venduto, comunque, assieme ad altri due opere pittoriche seicentesche, la Madonna dei Garofani e una Madonna del Rosario di Simone Cantarini. Il conte Tosio ricevette anche, in occasione del già citato acquisto, un documento che riportava una precedente acquisizione dell'opera, da parte di tale Carlo Barzi Mosca, nel 1770.
La notizia della presenza a Brescia di un'opera giovanile del Raffaello portò l'artista tedesco Ludwig Grüner a realizzare un'incisione dell'opera, poi confluita nell'Istoria della vita e delle opere di Raffaello Sanzio da Urbino; parallelamente a visite continue da parte di esperti e critici d'arte, giunse anche a fare visita al conte Tosio, nella sua dimora in città, un altro artista tedesco, Johan Baese, che poi dedicò all'opera un articolo sulla rivista "Echo. Zeitschrift für Literatur, Kunst und Leben in Italien”., l'8 gennaio 1835 Nella descrizione arriverà a dire quanto segue:
(Johan Baese, cit.)
Cavalcaselle la riconobbe come opera di Raffaello, datandola all'inizio del periodo fiorentino (1504); le suggestioni leonardesche evidenti hanno poi fatto spostare la datazione a un periodo leggermente più avanzato, verso il 1506, ma precedente la Santa Caterina londinese del 1508.

## Descrizione e stile
Gesù campeggia in primo piano mentre in posizione benedicente mostra le piaghe dovute alla crocifissione: sullo sfondo si intravede un non meglio definito paesaggio collinare che si perde lungo l'orizzonte, e di ascendenza tipicamente umbra. La figura del Cristo indossa un mantello appoggiato sulla spalla destra e legato in vita,
Raffinata è la posizione a contrapposto, con un accenno di torsione e la testa leggermente reclinata, che testimoniano la raggiunta maturità espressiva dell'artista. Si può anche supporre che nella postura di Gesù vi sia un possibile riferimento al Bacco di Michelangelo, che l'Urbinate avrebbe visto a Roma nella dimora del banchiere Jacopo Galli, forse durante un viaggio formativo. Espressivo è il volto, sebbene composto e dignitoso, con un uso dello sfumato che si rifà ad atmosfere tipicamente leonardesche. La stesura assai nitida sembra rifarsi alla pittura fiamminga, declinata nelle forme espressive tipiche di Antonello da Messina; anche cenni alla pittura veneta sarebbero altrettanto evidenti.
Infine, è anche riscontrabile una evidente influenza del forse maestro di Raffaello, il Perugino, con anche influssi derivati dalla monumentalità e nitidezza tipica di Piero della Francesca.

### Esplicative
1. ↑  La datazione dell'opera risulta essere piuttosto incerta, nonostante comunque la critica sia propensa a collocarla, cronologicamente parlando, vicina all'esecuzione della Pala Oddi. Va comunque detto che il linguaggio pittorico del Cristo benedicente tende già verso una nuova fase, sviluppata nel corso del soggiorno a Firenze (Daverio, p. 26)
2. ↑  Sempre nell'annotazione è anche riportato come il dipinto fosse stato ordinato dalla "casa antica" (Stradiotti, pp. 33-38). Il significato di questa espressione non è ancora stato del tutto chiarito, ma rimane ancora viva la suggestione secondo cui l'opera fosse stata realizzata ad Urbino, città natale di Raffaello

### Fonti
1. 1 2 3   Brescia Musei - Pinacoteca Tosio Martinengo - I capolavori. Raffaello, Cristo Redentore benedicente, su bresciamusei.com. URL consultato il 5 gennaio 2021 (archiviato dall'url originale il 19 gennaio 2021).
2. ↑   Pierluigi De Vecchi, Renata Stradiotti, Da Raffaello a Ceruti Capolavori della pittura nella pinacoteca Tosio Martinengo, Grafiche Antiga, 2004.
3. 1 2 3  Daverio, p. 26.